# Keisha Lance Bottoms
Keisha Lance Bottoms (Atlanta, 18 gennaio 1970) è una politica statunitense, sindaco di Atlanta dal 2018 al 2022.
Eletta nel 2017, prima di diventare sindaco era membro del Consiglio comunale di Atlanta, in rappresentanza di Southwest Atlanta.

## Biografia
Bottoms è nato ad Atlanta, in Georgia, il 18 gennaio 1970, da Sylvia Robinson (da non confondere con la cantautrice e co-fondatrice di "All Platinum Records" e "Sugar Hill Records") e dal cantautore di rhythm and blues Major Lance. È cresciuta ad Atlanta e si è diplomata alla Frederick Douglass High School.
Ha conseguito una laurea in comunicazione presso la Florida A&M University, concentrandosi sul giornalismo televisivo.  Ha poi ottenuto una laurea in giurisprudenza presso il Georgia State University College of Law nel 1994.

## Carriera
Bottoms era un pubblico ministero e rappresentava anche i bambini nel tribunale dei minorenni.  Nel 2002 è diventata giudice magistrato ad Atlanta. Nel 2008, si è candidata senza successo per una carica di giudice presso la Corte Superiore di Fulton.
Bottoms è stata eletta al Consiglio comunale di Atlanta nel 2009 e nel 2013, in rappresentanza del Distretto 11 nel sud-ovest di Atlanta. Lo è stata fino al 2017. A partire dal 2015 è stata contemporaneamente direttrice esecutiva dell'Atlanta Fulton County Recreation Authority.

### Sindaco di Atlanta
Bottoms è stata eletta sindaco di Atlanta nel 2017, dopo aver ricevuto una pluralità di voti (26%) in un campo affollato di candidati il giorno delle elezioni, sconfiggendo poi al ballottaggio la collega membro del consiglio comunale Mary Norwood.  È la sesta afroamericana e la seconda donna afroamericana a ricoprire la carica di sindaco di Atlanta.
Bottoms è stata indagata durante le elezioni del sindaco per diversi pagamenti forfettari al personale della campagna elettorale per un totale di oltre 180.000 dollari che non sono stati segnalati correttamente.  Nell'ottobre 2017, ha restituito volontariamente 25.700 dollari in contributi elettorali ricevuti dal Gruppo PRAD, un appaltatore di ingegneria il cui ufficio era stato perquisito dal Federal Bureau of Investigation il mese precedente. Il 4 novembre 2017, ha invitato il procuratore generale della Georgia a indagare sulle false chiamate robotizzate effettuate a suo nome.
In seguito alle azioni dell'allora presidente Donald Trump nei confronti dei rifugiati negli Stati Uniti, Bottoms ha dichiarato che Atlanta è una "città accogliente" e "rimarrà aperta e accogliente verso tutti".  Nel 2018, ha firmato un ordine esecutivo che vieta alla prigione cittadina di trattenere detenuti dell'"Immigration detention in the United States" (ICE).  Nel luglio 2019, Bottoms ha affermato: "La nostra città non supporta l'ICE. Non abbiamo rapporti con il servizio US Marshal. Abbiamo chiuso il nostro centro di detenzione ai detenuti dell'ICE".
Nel febbraio 2020, Bottoms ha pubblicato il primo rapporto sugli affari LGBTQ di Atlanta incentrato su come varie politiche, iniziative e programmi possono migliorare la vita degli abitanti LGBTQ di Atlanta. Nel 2018 aveva creato il primo comitato consultivo LGBTQ della città, che comprendeva l'intrattenitrice Miss Lawrence e l'attivista Feroza Syed. Nel dicembre 2020, Bottoms ha nominato il primo direttore degli affari LGBTQ della città, Malik Brown, e ha annunciato la continua leadership del comitato consultivo LGBTQ. 
Bottoms ha rimproverato duramente il governatore della Georgia Brian Kemp dopo aver annunciato la riapertura delle attività della Georgia nell'aprile 2020 dopo la pandemia di COVID-19 dicendo che era ancora troppo presto.

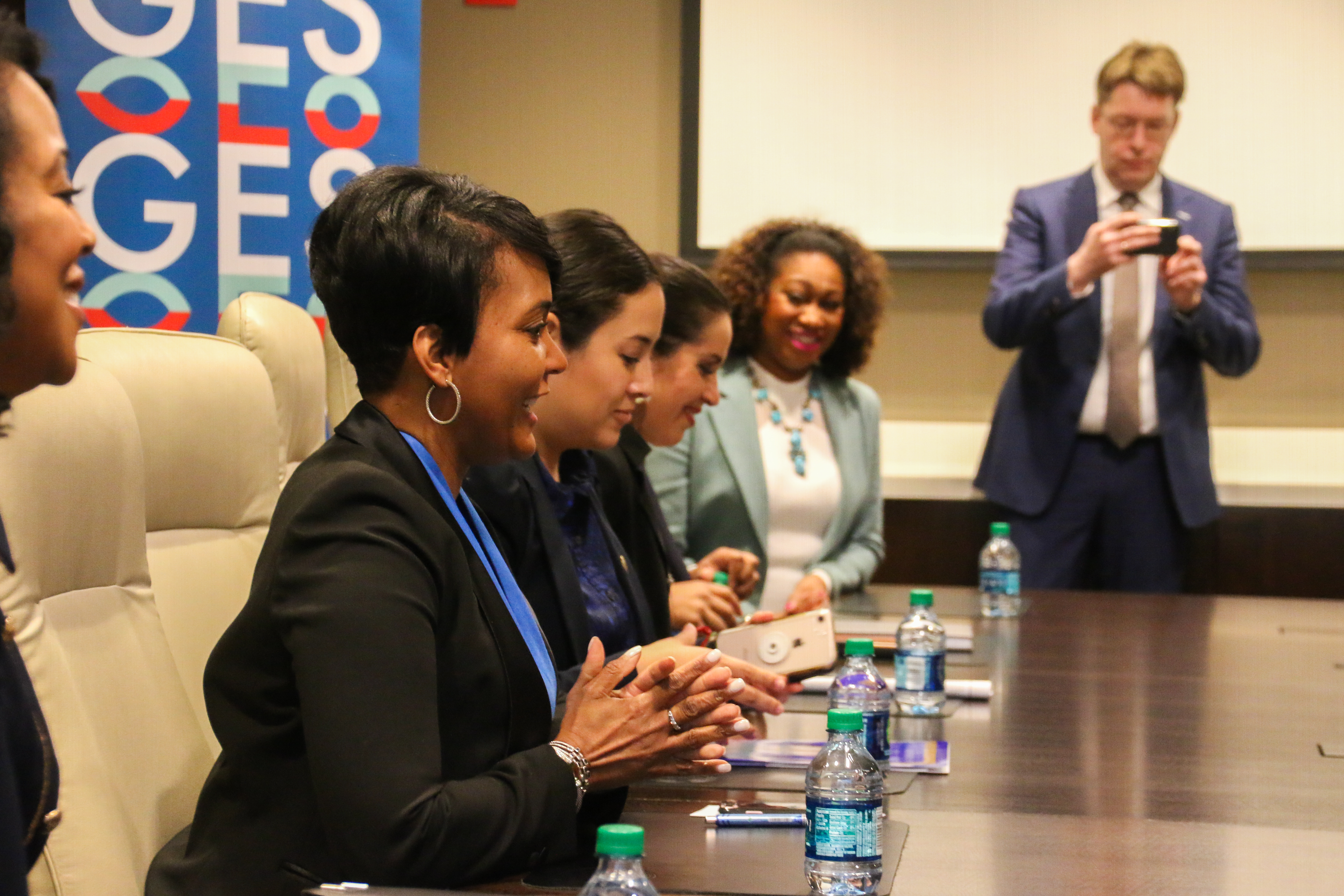
Il sindaco Bottoms al municipio di Atlanta nel marzo 2019

Quando Atlanta visse delle rivolte in seguito all'omicidio di George Floyd, Bottoms condannò le persone coinvolte, ma in seguito espresse ottimismo parlando ai manifestanti durante una protesta, dicendo: "C'è qualcosa di meglio dall'altra parte di questa situazione."  Ha anche condannato ripetutamente Trump per aver "peggiorato la situazione" e alimentato le tensioni razziali, e ha incoraggiato le persone a votare, dicendo: "Se vuoi un cambiamento in America, vai e registrati per votare. Questo è il cambiamento di cui abbiamo bisogno in questo Paese." Nel giugno 2020, molti agenti del dipartimento di polizia di Atlanta hanno scioperato per protestare contro le accuse mosse contro gli agenti coinvolti nell'omicidio di Rayshard Brooks. Bottoms ha detto che il morale dell'APD "è decuplicato". 
All'inizio di luglio 2020, con l'escalation dei casi di COVID-19 ad Atlanta, Bottoms ha emesso un ordine esecutivo che annulla alcune delle sue misure di riapertura dalla Fase 2 alla Fase 1 e richiede a tutti coloro che si trovano entro i confini della città di indossare una copertura per il viso, ma nessuna citazione che lo imponga sono stati emessi. Il 15 luglio, il governatore della Georgia Brian Kemp ha emesso un'ordinanza che sospendeva tutti i mandati di mascherine locali, e il 16 luglio ha intentato una causa contro Bottoms presso la Corte Superiore, cercando di invalidare il suo ordine e impedirle di parlarne. [35] Non ha intentato cause simili contro altre città della Georgia con mandati di mascherine, come Savannah e Atene. L'udienza prevista per il 21 luglio è stata rinviata quando il giudice si è ricusato. 
Nel maggio 2021, Bottoms ha annunciato che non si sarebbe candidata alla rielezione alle elezioni del sindaco di Atlanta del 2021. 

### Elezioni presidenziali del 2020
Nel giugno 2019, Bottoms ha annunciato il suo appoggio a Joe Biden nelle primarie presidenziali del Partito Democratico 2020. Nel marzo 2020, Politico l'ha indicata come una possibile scelta per Biden nel ruolo di vicepresidente. A giugno, la CNN ha riferito che era tra le sue prime quattro scelte, insieme alla rappresentante Val Demings e alle senatrici Kamala Harris ed Elizabeth Warren.
Bottoms è stata fortemente polemica nella vicenda della pandemia COVID-19 con il governatore della Georgia, Brian Kemp, dopo l'annuncio della riapertura delle attività in Georgia nell'aprile 2020: ha dichiarato che era ancora troppo presto.
Quando Atlanta è stata coinvolta nelle violente manifestazioni di piazza in seguito alla morte di George Floyd, Bottoms ha condannato coloro che avevano partecipato alle manifestazioni chiamandoli anarchici e terroristi ma in seguito ha espresso ottimismo mentre parlava ai manifestanti dicendo: "C'è qualcosa di meglio, l'altro lato di questo fatto". Una linea chiara la sua: si è mostrata empatica con i manifestanti, ha espresso una decisa condanna contro le derive violente. Ha anche ripetutamente condannato Donald Trump per "aver peggiorato le cose" e alimentato le tensioni razziali,  e ha incoraggiato le persone a votare dicendo: "Se vuoi un cambiamento in America, vai e registrati per votare. Questo è il cambiamento di cui abbiamo bisogno in questo paese". Nel giugno del 2020, molti ufficiali del dipartimento di polizia di Atlanta hanno scioperato per protestare contro le accuse mosse nei confronti degli ufficiali coinvolti nella uccisione di Rayshard Brooks.  Il sindaco Bottoms ha affermato che il morale dell'APD (Atlanta Police Department) "è sceso di dieci volte".

## Vita privata
Nell'ottobre del 1994, ha sposato Derek W. Bottoms alla Ben Hill United Methodist Church di Atlanta. Si sono incontrati tre anni prima durante il loro primo anno come studenti presso il Georgia State University College of Law. Dopo tentativi infruttuosi di concepire biologicamente, hanno adottato i loro quattro figli.
Suo marito è il vicepresidente delle pratiche di lavoro e delle relazioni associate per The Home Depot. È entrato a far parte dell'azienda nel 2000, dopo aver trascorso oltre cinque anni presso lo studio legale Powell Goldstein. È stato membro del consiglio di amministrazione di diverse fondazioni.